# Hyde & Closer
Hyde & Closer (呪法解禁!!ハイド&クローサー?, Juhou Kaikin!! Haido & Kurōsā) è un manga shōnen di genere avventura e commedia scritto ed illustrato da Haro Asō. L'opera è stata serializzata in Giappone dalla casa editrice Shogakukan sulla rivista Weekly Shōnen Sunday dal 26 dicembre 2007 al 3 luglio 2009 e in seguito raccolta in sette volumi tankōbon. In Italia è stato tradotto e distribuito dalla casa editrice Star Comics dal 30 gennaio 2010 al 2 giugno 2012.

## Trama
La trama parte raccontando la storia di un giovane ragazzo tredicenne delle medie di nome Shunpei Closer. Il ragazzo fin dall'inizio mette in mostra il suo carattere timido, pauroso e impacciato con il quale si presenta inizialmente. La trama gira intorno al ragazzo che, essendo il nipote del re degli stregoni, dovrà difendersi dagli stregoni di tutto il mondo, poiché è stata messa in giro una voce in cui divorando il cuore ancora pulsante del ragazzo, si potrà ricevere il potere del re degli stregoni. Ma non è da solo,con lui ci sarà il pupazzo animato dalla forza del suo legame con esso, Hyde, donatogli dal nonno sei anni prima degli eventi raccontati nel manga. Oltre ad Hyde lo affiancheranno altri personaggi con lo scopo di aiutarlo.

## Personaggi

### Principali
Shunpei Closer (黒兎 春瓶?, Shunpei Kurōzā)
È un ragazzo di 13 anni timido, pauroso ed impacciato, che frequenta le medie, che poi, andando col proseguimento della storia il suo carattere maturerà. Come armi utilizza: delle pietre magiche che grazie a delle specifiche parole generano una barriera, un cellulare chiamato "Afferra e Rilancia" che cattura gli attacchi dei nemici in modo da poterlo così rilanciare contro di essi. Il suo pupazzo è Hyde
Alsyd Closer (アルシド・クローサー?, Arushido Kurōzā)
È il re degli stregoni ed è il nonno di Shunpei, ha creato Hyde allo scopo di proteggere suo nipote Shunpei in caso di pericolo. È scomparso 6 anni prima degli eventi raccontati nel manga, era andato in Africa e ora non si sa più niente di lui.
Hyde (ハイド?, Haido)
È un orsacchiotto stregato creato da Alsyd Closer per proteggere Shunpei dagli attacchi degli stregoni di tutto il mondo. Indossa un cappello rosso e una cravatta. Ha il tipico atteggiamento da gangster e si considera "un vero uomo". La sua stregoneria, la "Texas Chainsaw", consiste nell'estrarre una motosega dalla cerniera che ha sul dorso, dalla devastante potenza distruttiva; con questo incantesimo Hyde è stato in grado di fronteggiare tutti gli stregoni che si sono presentati. Oltre alla motosega, Hyde dispone di una notevole forza fisica e di una grande resistenza (spesso viene mutilato o ferito ma i suoi attacchi non perdono mai potenza). Si rivolge a Shunpei chiamandolo Shun-boy, proprio come suo nonno. Ama bere miele e ghiaccio e di solito lo si vede con un sigaro di cioccolata in bocca. Adora lo spettacolo televisivo del koala Suke.
Tatsumi Uryu (雨竜巽?, Uryū Tatsumi)
Compagna di classe di Shunpei, scopre l'esistenza della stregoneria quando affronta Bugs. È patita di film di Yakuza e si sente sempre in dovere di aiutare i deboli e picchiare i cattivi, non ha nessun potere, ma è pronta a difendere i suoi amici nel momento del bisogno.
Sosuke Shindo (神藤 颯介?, Shindō Sōsuke)
Compagno di classe di Shunpei, più grande di lui di un anno, ama alla follia la sua bambola Tomiko, regalatagli quand'era bambino, all'inizio voleva anche lui, come gli altri stregoni uccidere il ragazzo, ma, dopo essere stato sconfitto da quest'ultimo, decide di allearsi con lui. Dopo vari allenamenti, il ragazzo sarà in grado di utilizzare una tecnica chiamata "Crimson Bride", che permette a Tomiko di diventare umana, ma, visto che questa tecnica non è ancora completa, esaurisce le forze e perciò diventa anziano.
Tomiko (トミコ?)
È la bambola di Shindo, utilizza la stregoneria "Mozan Hug" che le permette di far crescere in modo smisurato i capelli, e , grazie a questa tecnica, riesce a immobilizzare i nemici impedendone la fuga.
Ana M. Monsalbaju (アナ・M・モンサルバジュ?, Ana M Monsarubaju)
Originaria del Messico, Ana è una grande fan della musica reggae e basa la sua stregoneria sul ritmo. Va molto fiera dei suoi capelli in stile afro.
Shakashaka Mexy (シャカシャカメッキー?, Shakashaka Mekkī)
Pupazzo compagno di Ana. Di carattere un po' codardo, grazie alla sua stregoneria "Represent Aztec" riesce a controllare qualsiasi cosa, dai piccoli animali, alle persone alle condizioni meteorologiche.
Kazan (カザン?)
È cresciuto per strada senza genitori, distinguendosi per la sua forza nelle risse. Dopo aver compiuto un omicidio ed essere stato perdonato dalla madre della vittima, ha deciso di proteggere una chiesa piena di bambini orfani.
Desmond (デズモンド?, Dezumondo)
Burattino di metallo compagno di Kazan. La sua stregoneria "Full Metal Reload" gli permette di controllare qualsiasi macchina.

### Nemici
Antonio (アントニオ?) & Chamokey (チャモキー?, Chamokī)
Sono i primi ad attaccare Shunpei. Antonio si traveste da fattorino e recapita Chamokey, una scimmia di pezza, a casa Closer. Con la sua stregoneria, Hollow Blackness, riesce a manovrare qualsiasi lama gli stia intorno e a scagliarla contro il nemico. Quando ghigna si vede un sorriso anche sul suo naso.
Geloski (チルドスキー?, Chirudosukī) & Budelloski (ハラワタスキー?, Harawatasukī)
Attaccano Shun-boy a scuola. La stregoneria di Budelloski, la "Death House", consiste nell'intrappolare il nemico in una stanza chiusa e nel comparire da qualsiasi porta o sportello. Riesce a muoversi ad altissima velocità, tanto che Hyde non riesce a seguirlo. Ha un unico punto debole: è costretto ad uscire da qualsiasi porta che si apra, che lo voglia o no. Geloski è probabilmente originario del Nord Europa, forse Lappone, visto il nome e l'aspetto che ricorda quello di Babbo Natale. Budelloski è un clown a molla.
Bugs (バグス?, Bagusu) & Seyabdy (セヤブディ?, Seyabudi)
Attaccano Shunpei a scuola. La stregoneria di Seyabdy, l'"Ombra Sanguinaria Wayang", consiste nel trasferire la propria essenza nell'ombra e con essa attaccare quella del nemico. Essendo le ombre prive di difese, questa stregoneria è particolarmente efficace in attacco ma totalmente inutile in difesa. Il problema è che, durante l'attacco, Bugs trova il controllo centrale di tutte le luci della scuola, il che rende la scuola la zona di caccia perfetta per Seyabdy. Bugs è originario dell'Indonesia, come suggerisce il fatto che Seyabdy è una marionetta del teatro Wayang Kulit, il teatro delle ombre indonesiano.
Enrique (エンリケ?, Enrike), Mikelan (ミケラン?, Mikeran) & Keffman (ケフマン?, Kefuman)
Attaccano Shunpei al parco, dopo uno spettacolo di marionette, con protagonista Keffman. La stregoneria di Keffman, la "Marionetta Del Massacro", sfrutta i fili da marionetta per tagliare qualunque cosa. Come la Chainsaw di Hyde è una pura stregoneria di distruzione, la Marionetta è una pura stregoneria di taglio. Mikelan invece è in grado di usare numerose arti marziali, il che gli permette di tener testa a Hyde in un corpo a corpo. Enrique è molto potente, infatti, pur essendo solo un bambino, riesce a manovrare ben due pupazzi contemporaneamente. Dai nomi, si può dedurre che Enrique e i suoi pupazzi vengano dall'Europa.
Chi-ching (チイチイ?, Chiichii) & Wamien (ワーミエン?, Wāmien)
Attaccano Closer mentre è al parco con Pakwa. La stregoneria di Wamien, "Haven's Boil", fa sì che, una volta riempita di acqua bollente la ciotola da ramen che porta in testa, egli acquisisca una forza sovrumana che gli permette di scagliare contro l'avversario qualsiasi cosa. Il fatto che la sua forza derivi dal fatto che l'acqua nella ciotola sia bollente rende la stregoneria di Wamien limitata a 3 minuti, dopo di che ritorna alla sua forma originale. Chi-ching sembra essere orientale, forse cinese. Wamien è la mascotte di un ristorante della città di Closer.

## Volumi
| Nº | Data di prima pubblicazione | Data di prima pubblicazione | Data di prima pubblicazione |
| Nº | Giapponese                  | Giapponese                  | Italiano                    |
| -- | --------------------------- | --------------------------- | --------------------------- |
| 1  | 18 marzo 2008               | ISBN 978-4-09-121295-5      | 30 gennaio 2010             |
| 2  | 18 giugno 2008              | ISBN 978-4-09-121423-2      | 4 aprile 2010               |
| 3  | 18 settembre 2008           | ISBN 978-4-09-121466-9      | 4 luglio 2010               |
| 4  | 18 dicembre 2008            | ISBN 978-4-09-121516-1      | 9 gennaio 2011              |
| 5  | 18 febbraio 2009            | ISBN 978-4-09-121600-7      | 4 giugno 2011               |
| 6  | 18 maggio 2009              | ISBN 978-4-09-122010-3      | 3 dicembre 2011             |
| 7  | 18 agosto 2009              | ISBN 978-4-09-121720-2      | 2 giugno 2012               |

## Accoglienza
Corrina Lawson di Wired ha ritenuto che la storia potesse spaventare i bambini piccoli, poiché i giocattoli attaccano i protagonisti, ma i suoi figli (rispettivamente di 11 e 14 anni) hanno apprezzato il personaggio di Hyde, che ha descritto come "la versione orsacchiotto di Nick Fury". Lawson ha anche elogiato le sequenze d'azione con della "suspense genuina". Johanna Draper Carlson di Comics Worth ha ritenuto che fosse interessante far imparare a un ragazzo ad essere un uomo da un orsacchiotto di peluche, ma è rimasta dispiaciuta del fatto che un pubblico più giovane che poteva apprezzare di più questi temi fosse escluso dalla classificazione del titolo per adolescenti. Danica Davidson di Otaku USA ha ritenuto che il primo volume fosse "ben scritto e intelligente", e ha trovato il protagonista molto comprensivo. Il recensore di Manga-News descrive l'inizio come tipico del genere shōnen, raffigurante un protagonista timido che acquista sicurezza e capacità di proteggersi, ma ha ritenuto che ci fossero molti elementi che rendevano Hyde & Closer unico, incluso uno stile grafico efficace e dinamico, espressivo e originale e sentiva che la serie sarebbe diventata più approfondita con il progredire della storia.